# Charaxes pelias
Charaxes pelias es una especie de lepidóptero de la familia Nymphalidae, del género Charaxes. Se alimenta de Osyris compressa, Hypocalyptus obcordatus, Colpoon compressum, Osyris lanceolata y especies de Rafnia.
Se encuentra distribuido en el sur de África.